# Cancuén

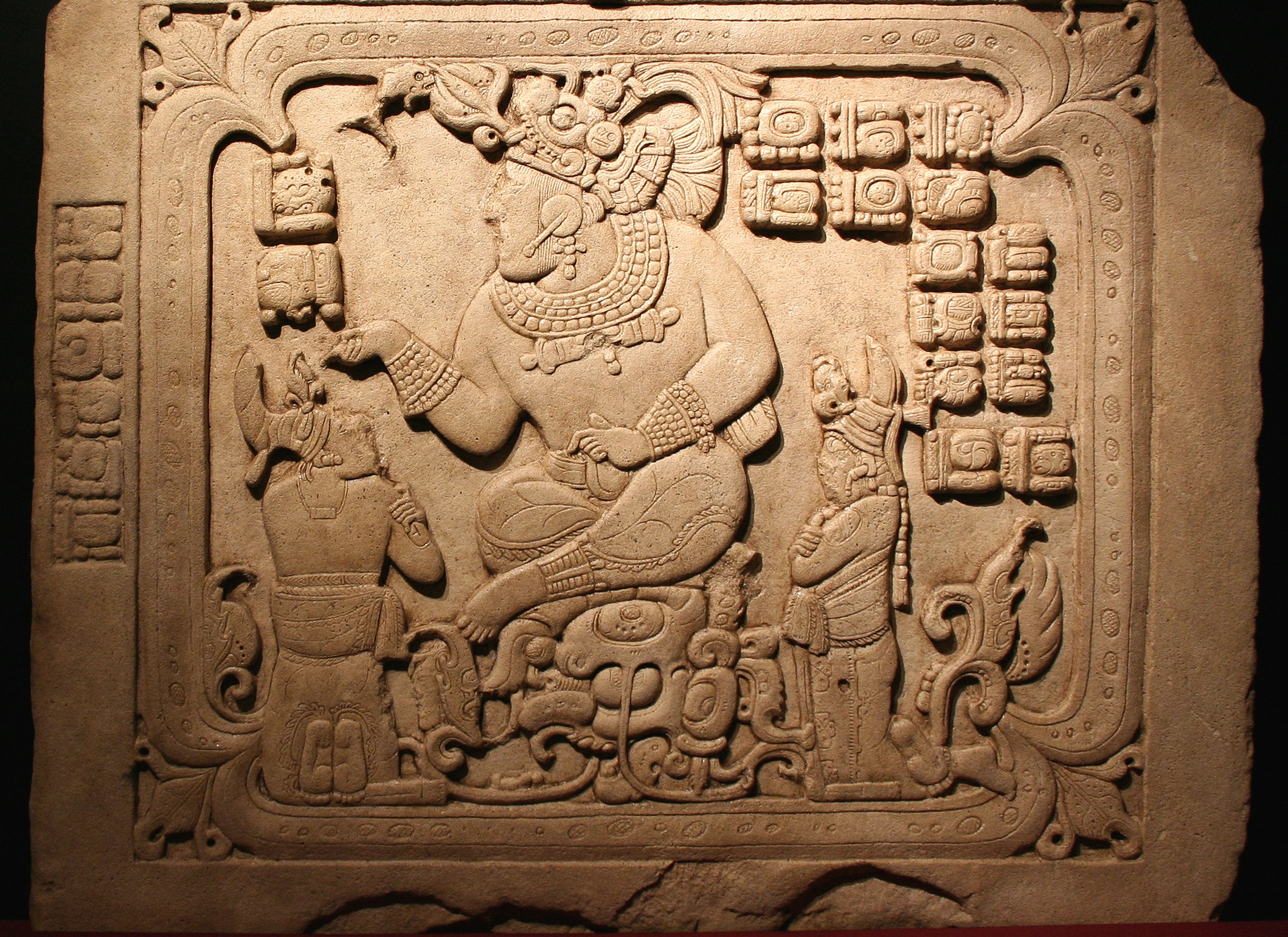
Relieftafel 3 mit Herrscher T'ah 'ak' Cha'an auf einem glyphenartigen Thron, dahinter seine Frau oder eine Dienerin; vor ihm ein auf dem Boden knieender und zu ihm aufschauender unterworfener Herrscher

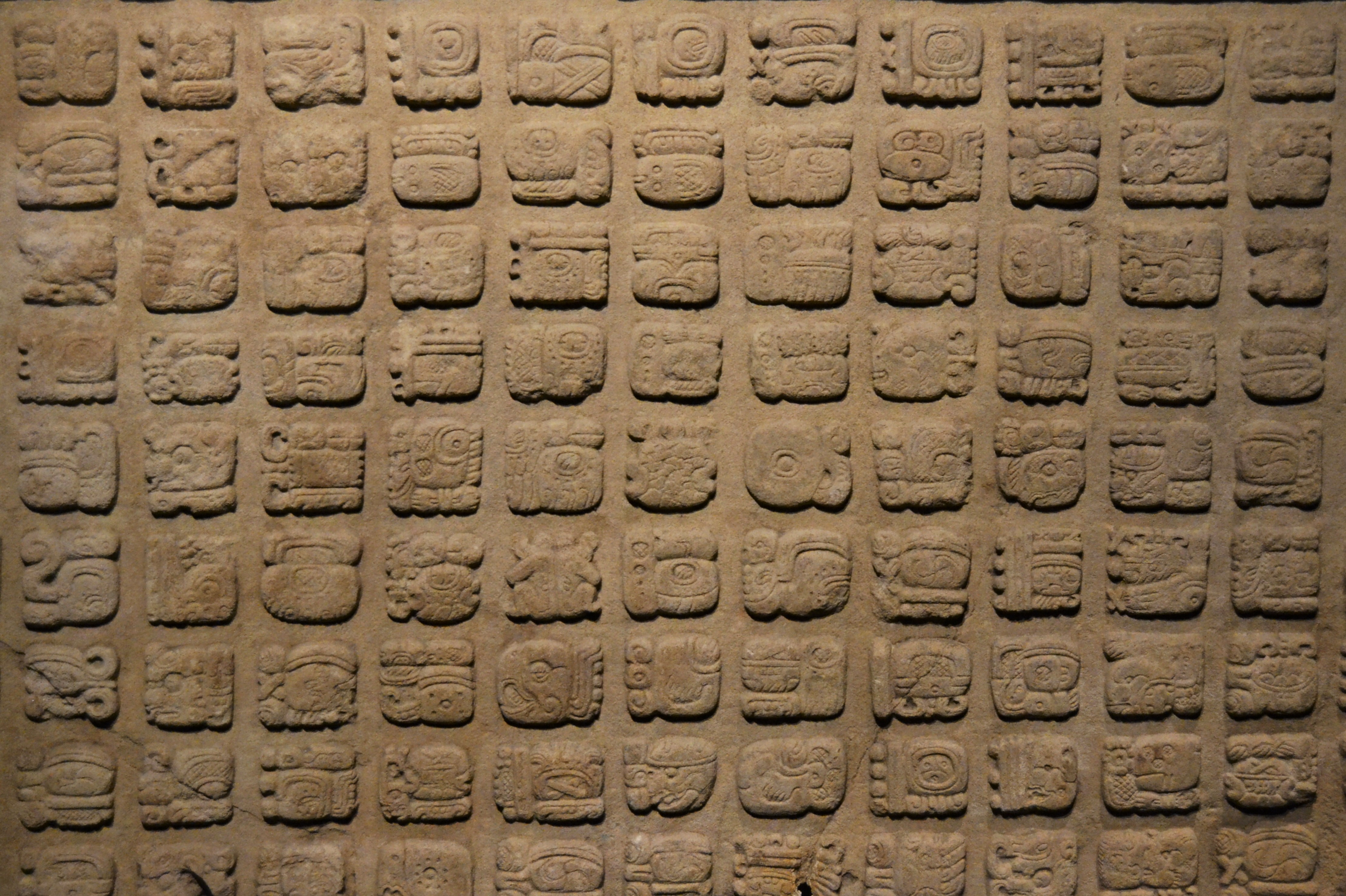
Relieftafel 1 mit zahlreichen Glyphen

Cancuén ist eine touristisch kaum erschlossene Ruinenstadt der Maya im weiteren Umfeld von Sayaxché im Süden des Departamento Petén in Guatemala. Sie wurde hauptsächlich zu Beginn des 21. Jahrhunderts von Studenten der Vanderbilt University in Nashville (TN) unter der Leitung von Arthur A. Demarest ausgegraben und rekonstruiert.

## Lage
Die archäologische Stätte von Cancuén liegt im Übergangsbereich vom guatemaltekischen Hochland zum Flachland des Petén etwa 100 km südlich der Stadt Sayaxché in einer Höhe von ca. 150 m. Der Ort liegt innerhalb einer Flussschleife am Oberlauf des Río La Pasión. Die meisten Besucher erreichen ihn über die Stadt Chisec.

## Geschichte
Die Maya-Stadt war vom 3. bis zur Mitte des 10. Jahrhunderts n. Chr. bewohnt; ihre Blütezeit erlebte sie im 9. Jahrhundert. In der Spätphase ging Cancuén ein Bündnis mit der ca. 80 km (Luftlinie) nordwestlich gelegenen Stadt Dos Pilas ein, doch letztlich endete alles in einer großen Zerstörung. Im Jahr 1905 durch Teobert Maler wiederentdeckt, blieb sie in der Folgezeit – bis auf Grabungen im Jahr 1915 durch Sylvanus Morley – weitgehend unbeachtet bis im Jahr 1967 eine Gruppe von Harvard-Studenten einen der größten Paläste Mesoamerikas entdeckten und teilweise freilegten. In der Folgezeit wurde die Stätte von Raubgräbern geplündert: Weil die Stelen jedoch zu groß und zu schwer waren um sie abzutransportieren, wurden die gut erhaltenen Relief-Köpfe der Maya-Herrscher abesägt und auf dem Schwarzmarkt (mercado negro) verkauft. Einige sind später in nordamerikanischen Museen gelandet.

## Architektur
Von den zahlreichen ehemaligen Bauten sind nur der Ballspielplatz (juego de pelota) sowie zwei Herrscher-Paläste (palacios) ausgegraben und rekonstruiert worden. Darüber hinaus finden sich an Ort und Stelle mehrere umgestürzte Stelen und Altäre sowie deutliche Hinweise auf ein gewaltsames Ende der Stadt.

## Überlieferte Herrscher von Cancuén
- K'inich K'ap K'ayal Ahk (starb im Jahr 653)
- K'iib' Ajaw (bestieg den Thron im Jahr 656)
- Chan Ahk Wi' Taak Chay (bestieg den Thron im Jahr 677)
- T'ah 'ak' Cha'an oder Tajal Chan Ahk (regierte von 757–um 799)
- K'an Maax (letzter Herrscher von Cancuén)